# Listă de filme rusești din 2006
Aceasta este o listă de filme produse în Rusia în 2006:
| Titlul în engleză                   | Titlul în rusă                 | Regizor                | Actori | Gen       | Note                                      |
| ----------------------------------- | ------------------------------ | ---------------------- | ------ | --------- | ----------------------------------------- |
| 977                                 | Девять семь семь               | Nikolay Khomeriki      |        |           | Screened at the 2006 Cannes Film Festival |
| Alive                               | Живой                          | Aleksandr Veledinsky   |        | Drama     |                                           |
| Bastards                            | Сволочи                        | Aleksandr Atanesyan    |        |           |                                           |
| Dikari                              | Дикари                         | Viktor Shamirov        |        | Comedy    |                                           |
| Day Watch                           | Дневной дозор                  | Timur Bekmambetov      |        | Thriller  |                                           |
| Dobrynya Nikitich and Zmey Gorynych | Добрыня Никитич и Змей Горыныч | Ilya Maksimov          |        | Animation |                                           |
| Euphoria                            | Эйфория                        | Ivan Vyrypayev         |        | Drama     |                                           |
| Free Floating                       | Свободное плавание             | Boris Khlebnikov       |        | Comedy    |                                           |
| Ostrov                              | Остров                         | Pavel Lungin           |        |           |                                           |
| Khottabych                          | Хоттабыч                       | Peter Tochilin         |        | Comedy    |                                           |
| My Love                             | Моя любовь                     | Aleksandr Petrov       |        | Animation |                                           |
| Playing the Victim                  | Изображая жертву               | Kirill Serebrennikov   |        | Comedy    |                                           |
| Prince Vladimir                     | Князь Владимир                 | Yuriy Kulakov          |        |           |                                           |
| Russian Translation                 | Русский перевод                | Alexander Chernjaev    |        |           |                                           |
| The Sword Bearer                    | Меченосец                      | Filipp Yankovsky       |        |           |                                           |
| Transit                             | Перегон                        | Aleksandr Rogozhkin    |        |           |                                           |
| U.E.                                | У.Е.                           | Aleksandr Atanesyan    |        |           |                                           |
| The Ugly Swans                      | Гадкие лебеди                  | Konstantin Lopushansky |        |           |                                           |
| Volkodav from the Grey Hound Clan   | Волкодав из рода Серых Псов    | Nikolai Lebedev        |        |           |                                           |
| Young Volkodav                      | Молодой Волкодав               | Oleg Fomin             |        |           |                                           |